# Shaba North
Koordinaten: 7° 55′ 45″ S, 28° 31′ 48″ O
Shaba North (anderer Name: Kapani Tonneo) ist ein ehemaliges Raketenstart-Gelände im ehemaligen Zaire, der heutigen Demokratischen Republik Kongo. Von dort fanden drei suborbitale Testflüge statt.
Das Gelände hatte eine Gesamtfläche von 100.000 km². Das entspricht etwa 4 % des gesamten Staatsgebietes und übersteigt die Fläche von Österreich. Das Gebiet bestand größtenteils aus einem 1.300 m über Meeresniveau (ü. NN) hoch gelegenen Hochplateau am Fluss Luvua. Am 9. Dezember 1975 vermietete die Regierung des Staates Zaire dieses Gebiet an die deutsche Firma OTRAG. Der Vertrag sollte bis zum Jahr 2000 laufen.
OTRAG errichtete an einer steil abfallenden Klippe einen Startplatz, um die kommerzielle Rakete OTRAG zu testen. Der erste Start von Shaba North fand am 17. Mai 1977 statt und diente dem Test der Antriebseinheiten. Die sechs Meter lange Rakete stieg nach der planmäßigen Brenndauer von ca. 10,5 s auf 12 km Höhe auf (ü. NN).
Der zweite Start erfolgte in der Nacht des 20. Mai 1978. Dieses Mal erreichte die auf 12 m verlängerte Rakete eine Höhe von 9 km (ü. NN). Der Brennschluss trat nach ca. 20 s (geplant waren 24 s) durch Schäden an den nur ablativ geschützten Brennkammern auf.
Ein dritter Start am 5. Juni 1978 unter Anwesenheit des Staatschefs Mobutu Sese Seko erwies sich als Fehlschlag. Die 12 m lange Rakete kam noch beim Verlassen des Startgerüsts vom Kurs ab und zerschellte nach wenigen Sekunden in einem nahe gelegenen Tal.
Wohl auf internationalen Druck kündigte der Staat Zaire den Mietvertrag am 15. April 1979 und OTRAG musste den Startplatz aufgeben. Weitere Tests der OTRAG-Rakete fanden ab 1981 im Camp Tawiwa in Libyen statt.